# Elaeocarpus decandrus
Elaeocarpus decandrus är en tvåhjärtbladig växtart som beskrevs av Merrill. Elaeocarpus decandrus ingår i släktet Elaeocarpus och familjen Elaeocarpaceae. Inga underarter finns listade i Catalogue of Life.